# Toni Merkens
Nikolaus Anton Merkens, detto Toni (Colonia, 21 giugno 1912 – Bad Wildbad, 20 giugno 1944), è stato un pistard tedesco.

## Palmarès

### Olimpiadi
- Oro a Berlino 1936 nella velocità.